# 洛克希德馬丁核融合反應爐
洛克希德馬丁核融合反應爐（Lockheed Martin Compact Fusion Reactor）是洛克希德馬丁公司臭鼬工廠查爾斯·查斯（Chase Chase）領導的團隊開發的核融合計畫。這個計畫於2013年2月7日首次在Google Solve for X論壇上發布
。
這個計畫在不到一年的時間內建造和測試小型核融合反應爐，在五年內完成原型。原型將產生100百萬瓦電力，尺寸為7×10英尺（2.1×3.0米），可以安裝在大型卡車上，約為當前反應爐原型尺寸的十分之一。

## 歷史
洛克希德馬丁於2010年開始核融合反應爐計畫。
2014年10月，洛克希德·馬丁公司宣布將嘗試開發一種小型核融合反應爐，可以安裝在大型卡車上，產生100百萬瓦電力，足以為8萬人居住城鎮提供電力。
小型核融合反應爐（CFR）的首席設計師和技術小組負責人是湯瑪斯·馬怪爾（Thomas McGuire）。湯瑪斯·馬怪爾研究核融合作為太空推進能源，幫助美國太空總署改善火星旅行時間。
2016年5月，Rob Weiss宣布洛克希德馬丁繼續支持該計划，並將增加對計划的投資。

## 外部連結
- Lockheed Martin Compact Reactor design page （页面存档备份，存于）
- YouTube上的Lockheed Martin Compact Fusion
- Solve for X: YouTube上的Charles Chase on energy for everyone February 11, 2013